# 건선성 관절염
건선성 관절염(乾癬性關節炎, psoriatic arthritis)은 염증성 관절염의 일종으로, 만성적인 피부병 건선 환자들 가운데 6~42%에서 발병한다. 건선성 관절염은 혈청 음성 반응 척추관절병로 분류되어 있다. 영향을 받은 환자들 가운데 약 60%가 HLA-B27 조직형을 보유하고 있다.

## 증상
하나 이상의 관절에 통증, 부기, 결림이 건선성 관절염에서 흔히 관찰된다.

## 병인
정확한 병인은 아직 알려져 있지 않지만 HLA-B27을 포함하여 건선과 건선성 관절염 간의 게놈 범위의 관련 연구를 통해 수많은 유전적 연관 관계가 밝혀지고 있다.

## 치료
건선성 관절염의 기반이 되는 프로세스는 염증이다. 그러므로 치료는 염증을 줄이고 통제하는 방향으로 진행된다. 정도가 약한 건선성 관절염은 비스테로이드 항염증제(NSAID)만을 가지고 치료할 수 있다. 그러나 돌이킬 수 없는 관절 파괴를 예방하기 위해 DMARD나 생체반응조절물질을 조기에 사용하는 것이 현재의 추세이다.

## 같이 보기
- 뼈관절염
- 류마티스 관절염